# Ryōsuke Okuno
Ryōsuke Okuno (奥野 僚右 Okuno Ryōsuke?,  nacido el 13 de noviembre de 1968 en Kioto) es un exfutbolista japonés. Jugaba de defensa y su último club fue el Thespa Kusatsu de Japón.

## Trayectoria

### Clubes
| Club                | País  | Año         |
| ------------------- | ----- | ----------- |
| Kashima Antlers     | Japón | 1993 - 1999 |
| Kawasaki Frontale   | Japón | 2000        |
| Sanfrecce Hiroshima | Japón | 2001        |
| Thespa Kusatsu      | Japón | 2002 - 2003 |

## Palmarés

### Títulos nacionales
| Título             | Club            | País  | Año  |
| ------------------ | --------------- | ----- | ---- |
| J1 League          | Kashima Antlers | Japón | 1996 |
| Copa J. League     | Kashima Antlers | Japón | 1997 |
| Copa del Emperador | Kashima Antlers | Japón | 1997 |
| J1 League          | Kashima Antlers | Japón | 1998 |